# Ann-Christin Hellman
Ann-Christin Hellman, född 4 augusti 1955 i Varberg, är en svensk bordtennisspelare.
Ann-Christin Hellman var en av Sveriges bästa kvinnliga bordtennisspelare på 1970- och 1980-talen. Hon blev svensk mästare singel vid åtta tillfällen (1974, 1975, 1976, 1977, 1978, 1980, 1982 och 1983), vann Europa Top 12 1975 och 1976, var svensk mästare (dubbel) 1975, 1978, 1979 och 1980 och svensk mästare (mixeddubbel) 1976 och 1977. Hon tog 13 lag-SM-guld med Varbergs BTK. I bordtennis-EM tog hon silver 1974 samt brons 1976 och 1978.
Ann-Christin Hellman var som bäst rankad 1:a i Europa och 7:a i världen. Hon tillhör nu Svenska Bordtennisförbundets Elitkommitté.